# Captivant

Captivant est un album de bande dessinée de Yves Chaland et Luc Cornillon, réunissant diverses histoires publiées dans Métal hurlant. L'album a été initialement publié en 1979 dans la collection Pied jaloux aux éditions Humanoïdes Associés, puis il a été réédité dans le tome 3 de L'Intégrale Chaland en 1997.
L'album est censé être le recueil de plusieurs numéros d'un magazine fictif, appelé Captivant : la majorité des histoires sont des pastiches des illustrés des années 1950. Chacun des numéros comprend divers épisodes de bandes dessinées, de quelques cases ou de quelques pages, allant de l'humour à l'aventure, ainsi que de fausses rubriques de jeux ou de courrier des lecteurs. 
Captivant parodie aussi bien les styles de la bande dessinée franco-belge des années 50 que ceux des comic strips américains. Certaines histoires présentes dans l'album sont complètes ; dans d'autres cas, le lecteur n'en connaît ni le début ni la suite, l'album reproduisant de manière volontaire l'effet que donne la lecture d'une collection d'illustrés incomplète. 
La plupart des récits mettent en scène des héros caricaturaux, qui grossissent les stéréotypes de l'époque ; Chaland et Cornillon font de Captivant un journal à l'idéologie réactionnaire : une partie des histoires a une tonalité outrancièrement raciste, à prendre au second degré.